# سيمون توماس (سياسي)
سيمون توماس (بالإنجليزية: Simon Thomas) هو أمين مكتبة وسياسي بريطاني، ولد في 28 ديسمبر 1963. حزبياً، نشط في بلاد كيمري.

## مناصب
- في انتخابات الجمعية الوطنية الويلزية 2016 [الإنجليزية]‏، انتخب عضو الجمعية الوطنية الويلزية الخامسة ‏ عن دائرة Mid and West Wales (Senedd electoral region) [الإنجليزية]‏ وقد انضم خلال فترته النيابية  [لغات أخرى]‏ (5 مايو 2016 – 25 يوليو 2018)  للكتلة البرلمانية بلاد كيمري.
- في انتخابات الجمعية الوطنية الويلزية 2011 [الإنجليزية]‏، انتخب عضو الجمعية الوطنية الويلزية الرابعة ‏ عن دائرة Mid and West Wales (Senedd electoral region) [الإنجليزية]‏ وقد انضم خلال فترته النيابية  [لغات أخرى]‏ (5 مايو 2011 – 6 أبريل 2016)  للكتلة البرلمانية بلاد كيمري.
- في الانتخابات الفرعية في مجلس العموم البريطاني [الإنجليزية]‏، انتخب عضو البرلمان الثاني والخمسون للمملكة المتحدة عن دائرة سيريديجيون وقد انضم خلال فترته النيابية ‏ ( – 14 مايو 2001)  للكتلة البرلمانية بلاد كيمري.
- في الانتخابات العامة في المملكة المتحدة 2001، انتخب عضو برلمان المملكة المتحدة الـ53 عن دائرة سيريديجيون وقد انضم خلال فترته النيابية ‏ (7 يونيو 2001 – 11 أبريل 2005)  للكتلة البرلمانية بلاد كيمري.